# WTA Tour Championships 2011 – ženská čtyřhra
Obhájcem titulu byl třetí nasazený argentinsko-italský pár Gisela Dulková a Flavia Pennettaová.
Vítězem se stal druhý nasazený pár Liezel Huberová a Lisa Raymondová.

## Nasazení dvojic
1. Květa Peschkeová /  Katarina Srebotniková (finále, 1 050 bodů, 187 500 USD/pár)
2. Liezel Huberová /  Lisa Raymondová (vítězky, 1 500 bodů, 375 000 USD/pár)
3. Gisela Dulková /  Flavia Pennettaová (semifinále, 690 bodů, 93 750 USD/pár)
4. Vania Kingová /  Jaroslava Švedovová (semifinále, 690 bodů, 93 750 USD/pár)

## Soutěž
| Legenda                                                       |                                                                        |                                                   |
| - Q – kvalifikant - WC – divoká karta - LL – šťastný poražený | - Alt – náhradník - SE – zvláštní výjimka - PR/SR – žebříčková ochrana | - w/o – bez boje - r – skreč - d – diskvalifikace |

### Finálová fáze
|  | Semifinále | Semifinále                             | Semifinále                      | Semifinále | Semifinále |                                   |                                        | Finále | Finále | Finále | Finále | Finále |
|  |            |                                        |                                 |            |            |                                   |                                        |        |        |        |        |        |
|  | 1          | Květa Peschkeová Katarina Srebotniková | 6                               | 6          |            |                                   |                                        |        |        |        |        |        |
|  | 4          | Vania Kingová Jaroslava Švedovová      | 3                               | 4          |            |                                   |                                        |        |        |        |        |        |
|  | 4          | Vania Kingová Jaroslava Švedovová      | 3                               | 4          |            | 1                                 | Květa Peschkeová Katarina Srebotniková | 4      | 4      |        |        |        |
|  |            |                                        |                                 |            |            | 1                                 | Květa Peschkeová Katarina Srebotniková | 4      | 4      |        |        |        |
|  |            | 2                                      | Liezel Huberová Lisa Raymondová | 6          | 6          |                                   |                                        |        |        |        |        |        |
|  | 3          | 2                                      | Liezel Huberová Lisa Raymondová | 6          | 6          | Gisela Dulková Flavia Pennettaová | 6                                      | 3      | 7      |        |        |        |
|  | 3          |                                        |                                 |            |            | Gisela Dulková Flavia Pennettaová | 6                                      | 3      | 7      |        |        |        |
|  | 2          | Liezel Huberová Lisa Raymondová        | 4                               | 6          | [10]       |                                   |                                        |        |        |        |        |        |